# Lena Ek
Lena Margareta Ek, née le 16 janvier 1958 à Mönsterås, est une femme politique suédoise, membre du Parti du centre (C) et ministre de l'Environnement entre 2011 et 2014.

## Biographie
Diplômée en droit de l'université de Lund, elle y a travaillé comme lectrice en droit international de 1985 à 1992. En 1994, elle est élue au conseil municipal d'Östergötland, puis devient, en 1998, députée au Riksdag et présidente de l'Association des femmes du Parti du centre.
À l'occasion des élections européennes du 13 juin 2004, elle entre au Parlement européen, où elle se voit réélue au moment des élections du 7 juin 2009. Le 29 septembre 2011, elle est nommée ministre suédoise de l'Environnement, à l'occasion d'un changement à la direction de son parti.